# Joaquima Minguella i Pruñonosa
Joaquima Minguella i Pruñonosa (Badalona, 1899-1985) va ser una mestra catalana, fundadora de les Escoles Minguella de Badalona.
Va néixer a Badalona el 1899. Va estudiar a l'Escola Normal de Barcelona, alhora que treballava com a ajudant de la mestre de l'escola nacional del carrer de Guifré de Badalona, sense rebre cap sou a canvi. Va obtenir el títol de mestra el 1924. Dos anys més tard es va incorporar al claustre de l'Escola Catalana establerta pel pedagog Marcel·lí Antich, animat per Pompeu Fabra, i va treballar-hi fins a 1939, amb el final de la guerra civil, quan el centre va ser clausurat.
El 1940, amb Antich a l'exili, un grup de professors va acordar fundar una escola que van anomenar Escoles Minguella, que va continuar donant formació a molts badalonins seguint l'esperit de l'Escola Catalana i de la qual Minguella va ser directora; l'escola encara funciona avui. Des de bon començament, l'escola va adoptar una línia pedagògica avançada, aplicant el mètode Montessori, i catalanista, dintre de les limitacions de l'època, a més d'afavorir l'activitat esportiva.